# San Antonito (Nowy Meksyk)
San Antonito – jednostka osadnicza w Stanach Zjednoczonych, w stanie Nowy Meksyk, w hrabstwie Socorro.